# ユナイテッド・エクスプレス5925便地上衝突事故

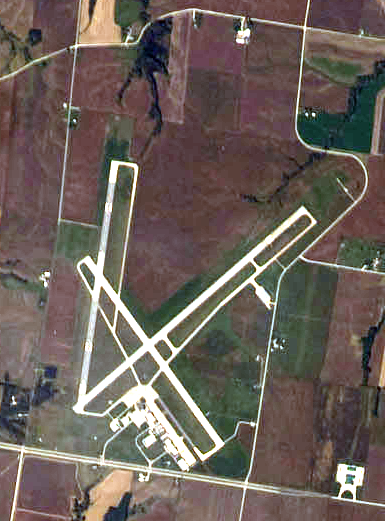
クインシー地域空港の全体図

ユナイテッド・エクスプレス5925便地上衝突事故（ユナイテッド・エクスプレス5925びんちじょうしょうとつじこ）は、1996年11月19日、シカゴ・オヘア国際空港発アイオワ州バーリントン経由イリノイ州クインシー行きの定期便ユナイテッド・エクスプレス5925便（運航はグレイトレイクス航空、機材：ビーチクラフト1900C）がクインシー空港に着陸する際に離陸中だった自家用のビーチクラフト キングエアと衝突した事故である。
5925便の12人全員とキングエアの2人の14人全員が死亡した。

## 事故機の詳細
ビーチクラフト 1900C
- 機長 30歳女性：1993年9月23日から3年2ヶ月の間グレイトレイクス航空で勤務。1996年2月13日から-ビーチクラフト 1900Cの機長になる。4000時間以上の飛行経験があり、うち700時間ほどは1900Cでの飛行だった。当日は無線交信などを担当していた。
- 副操縦士 24歳男性：1995年9月27日から1年2ヶ月の間グレイトレイクス航空に勤務していた。1950時間以上の飛行経験があり、うち800時間が1900Cでの飛行だった。

ビーチクラフト キングエア
- 機長 63歳男性：元トランスワールド航空のパイロット（1965年から1992年）。B-25、ロッキードL-382、ボーイング377、ボーイング707、ボーイング720、ボーイング747、マクドネル・ダグラス DC-9、ロッキードL-1011トライスターの操縦を経験していた。事故当時、フライトエンジニアの資格を持っていた。
- 副操縦士 34歳女性：当日は無線交信などを担当していた。

## 事故の概要
ユナイテッド・エクスプレス5925便は、1996年11月19日15時25分にシカゴを出発し、アイオワ州バーリントンに着陸した後、クインシーへ向けて離陸した。5925便がクインシー地域空港の滑走路13へ着陸進入を行っているとき、同空港ではビーチクラフト キングエアとパイパーチェロキー（機体記号 N7646J）の両方が滑走路04に進んでいた。クインシー空港は管制官のいない無管制空港だったため、離着陸の際はパイロット同士が直接無線交信し確認するのが滑走路使用の手順となっていた。滑走路13は中央で滑走路04と交差しているため、5925便のクルーは滑走路04のキングエアに、5925便の着陸を滑走路の手前で待つか、着陸する前に滑走を開始するかを聞いた。しばらく応答がなく、再び聞くと、キングエアのパイロットではなくチェロキーのパイロットが応答した。
その際、チェロキーのパイロットが「7646J 滑走路4の手前でホールド中、前に居るのがキングエア機です」と答えた。しかし、実際にはチェロキーは離陸の順番でもなければホールドもしていなかったため、応答する必要はなかった。さらに、機種名を言うべきだったがそれを言わずに「前にキングエアが居る」と言ってしまった。不幸なことにこの交信の最中に5925便の対地接近警報装置の高度を読み上げる自動音声がかぶり、「7646J 滑走路4の手前でホールド中、…200…キングエア機です」と聞こえてしまった。("seven six four six Juliet...holding...for departure on runway four. ...two hundred... *on the uh, King Air.")
これが原因で5925便のパイロットたちはキングエアが滑走路の手前で待機すると考え、滑走路13に着陸した。一方でキングエアは、着陸した5925便が滑走路の交差点を通過する前に滑走を開始した。このため5925便とキングエアは滑走路04と13の交差点で衝突し、5925便は滑走路13に沿って110フィート（34m）走り、炎上し出した。空港にいたパイロット達は衝突に気づいて5925便のドアを開けて救助しようとしたが、衝突の衝撃でドアを開けることはできなかった。また、クインシー空港には消防隊も常駐していなかったため消火活動もできなかった。
キングエアの2人は衝突時に死亡。5925便の乗員乗客12名は衝突直後は全員生存していたが、機内から脱出できなかったためにその後の火災と爆発によって全員死亡した。

## 原因

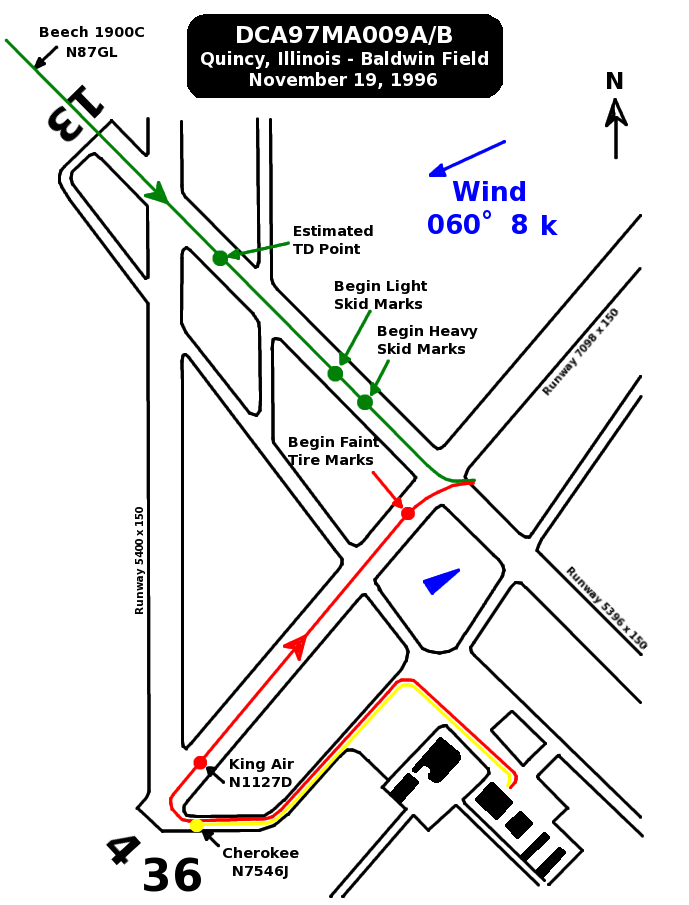
事故時の様子
緑が5925便、赤がキングエア、黄色がチェロキー

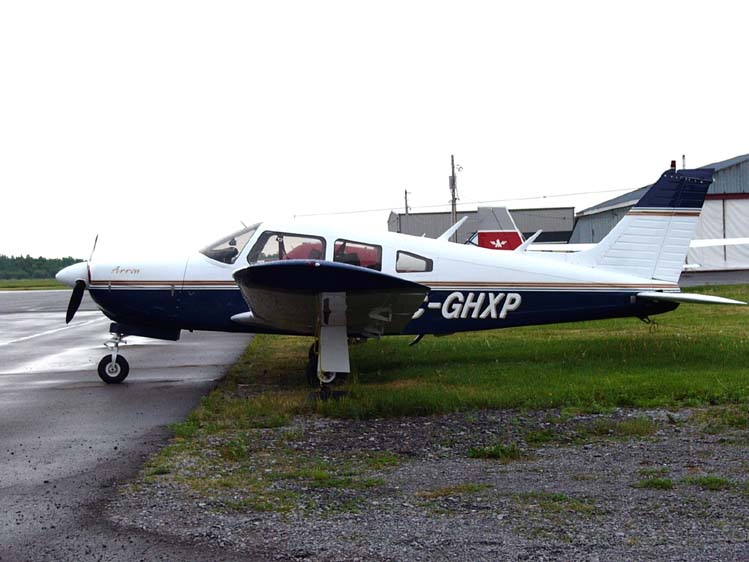
事故に関わったチェロキーと同型機

国家運輸安全委員会は、事故の原因をキングエアのパイロットのミスだと判断した。他の要因として、キングエアに向けた交信にチェロキーのパイロットが応答したことや適切な救助や消防設備の不足が挙げられた。しかし、キングエアのパイロットの家族が、NTSBの調査結果に異議を唱えた。

## 映像化
- メーデー!:航空機事故の真実と真相 第13シーズン第1話「Fatal Transmission」

## 参照
1. ↑  "FAA Registry (N87GL)". Federal Aviation Administration.
2. ↑  "FAA Registry (N1127D)". Federal Aviation Administration.
3. 1 2 3  “NTSB, Aircraft accident report”.   National Transportation Safety Board. 2015年5月22日閲覧。
4. ↑  “What Really Happened at Quincy?”. AVWeb.   Aviation Publishing Group (1997年7月21日). 2018年2月26日閲覧。